# Carly Telford
Carly Mitchell Telford (født 7. juli 1987) er en engelsk professionel fodboldspiller, der spiller som målmand for FA WSL klubben Chelsea og Englands landshold.

## Landsholdskarriere
Telford fik debut for England den 11. marts 2007, da hun blev skiftet ind mod Skotland. Hun havde tidligere spillet for U17, U19, U21 og U23 landsholdene.
I maj 2009 var Telford en af de første 17 kvindelige spillere, der fik centrale kontrakter af The Football Association.